# Axel Christensen
Axel Christensen alias "Lars Eriksen" (27. februar 1924 i København – 28. maj 1945 i København) var en dansk stud. jur. og modstandsmand.
Axel Christensen, som tilhørte Studenternes Efterretningstjeneste og modstandsgruppen Danskeren, deltog i organiseringen af illegale flugtruter til Sverige og var med til at udgive og distribuere det illegale blad "Studenternes Efterretningstjeneste". Han blev arresteret 19. december 1944 og var placeret i Vestre Fængsel og Frøslevlejren, inden han 16. februar 1945 sendtes til Dachau og senere til Neuengamme. Han blev hjemført med Røde Kors hvide busser, men døde af følgelidelser 28.maj 1945 kort efter hjemkomsten på Kommunehospitalet i København.
På Kildevældskolen, tidligere Vognmandsmarken Skole og Bryggervangen Skole, på Østerbro findes to mindetavler for tidligere elever, som satte livet til under modstandskampen, Axel Christensen findes med på Vognmandsmarken-tavlen.. 
Axel Christensen ligger begravet på Sorgenfri Kirkegård.